# 景洪溪蟹
景洪溪蟹（学名：Potamon chinghungense）为溪蟹科溪蟹属的动物。在中国大陆，分布于云南等地，多见于山区溪流中，溪流两岸多属热带亚热带的丛林区以及环境阴湿。其生存的海拔范围为500至1000米。